# Juan Cruz Giacone
Juan Cruz Giacone (Oliveros, 9 gennaio 2004) è un calciatore argentino, attaccante del Talleres (C).

## Carriera
Giacone è cresciuto nel settore giovanile del Talleres (C), con cui ha debuttato il 3 settembre 2022 nell'incontro di Primera División perso 1-0 contro il Rosario Central. Cinque giorni dopo ha segnato il suo primo gol in carriera, decisivo nella vittoria per 2-1 contro il Newell's Old Boys in Copa Argentina. Il 28 novembre ha firmato il suo primo contratto professionistico con il club biancoblù.
Nel febbraio del 2024 è stato ceduto in prestito all'Almagro, in seconda divisione.

## Statistiche

### Presenze e reti nei club
Statistiche aggiornate al 3 aprile 2024.
| Stagione        | Squadra         | Campionato      | Campionato | Campionato | Coppe nazionali | Coppe nazionali | Coppe nazionali | Coppe continentali | Coppe continentali | Coppe continentali | Altre coppe | Altre coppe | Altre coppe | Totale | Totale | Totale |
| Stagione        | Squadra         | Comp            | Pres       | Reti       | Comp            | Pres            | Reti            | Comp               | Pres               | Reti               | Comp        | Pres        | Reti        | Pres   | Reti   |        |
| --------------- | --------------- | --------------- | ---------- | ---------- | --------------- | --------------- | --------------- | ------------------ | ------------------ | ------------------ | ----------- | ----------- | ----------- | ------ | ------ | ------ |
| 2022            | Talleres (C)    | PD              | 6          | 0          | CA+CdL          | 1+0             | 1               | CL                 | 0                  | 0                  |             | -           | -           | 6      | 1      |        |
| 2023            | Talleres (C)    | PD              | 0          | 0          | CA+CdL          | 0               | 0               |                    | -                  | -                  |             | -           | -           | 0      | 0      |        |
| 2024            | Almagro         | PBN             | 6          | 0          | CA              | 0               | 0               |                    | -                  | -                  |             | -           | -           | 6      | 0      |        |
| Totale carriera | Totale carriera | Totale carriera | 12         | 0          |                 | 1               | 1               |                    | 0                  | 0                  |             | -           | -           | 13     | 1      |        |